# Kultura asturyjska
Kultura asturyjska – nazwa tej jednostki kulturowej związana jest z miejscem występowania na obszarach Asturii – m.in. stanowiska z nadmorskich jaskiń El Penical. Jej rozwój wyznaczają daty od ok. 8 do ok. 5 tys. lat temu. Inwentarz kamienny kultury reprezentowany jest przez zespoły narzędzi kamiennych powstałych w technologii makrolitycznej, głównie rdzeniowe piki oraz zespoły mikrolityczne ze zbrojnikami geometrycznymi.
Gospodarka kultury asturyjskiej miała charakter mieszany, poświadczone jest stosowanie przez ludność tej kultury łowiectwa na jelenie, rybołówstwa i zbieractwa, głównie małży morskich.